# حوض حسنعلی
حوض حسنعلی یک روستا در ایران است که در شهرستان خوسف واقع شده‌است. حوض حسنعلی ۷ نفر جمعیت دارد.